# Sint-Simon en Judaskerk (Gentbrugge)
De HH. Simon en Judas-Thaddeuskerk in de Belgische deelgemeente Gentbrugge is een neogotisch kerkgebouw, toegewijd aan  apostel Simon en Judas Thaddeus.
De kerk is een driebeukig gebouw met een westertoren die tussen 1868 en 1872 werd opgetrokken en ingewijd door bisschop Hendrik-Frans Bracq. Ze verving een in 1873 gesloopte vroeggotische 15e-eeuwse kerk die iets noordelijker stond. Een groot kruis op het kerkhof geeft de plek aan waar het altaar van deze verdwenen kerk stond. De doopvont van de huidige kerk komt uit de kerk van de 15e eeuw. De preek- en biechtstoel van de oude kerk staan nu in de iets verderop gelegen kerk van Sint-Antonius van Padua.
Deze vrij grote kerk was een reactie van de katholieken tegen het opkomend socialisme.

## Het kerkhof
Op het kerkhof van Gentbrugge ligt componist Emiel Hullebroeck, zijn broer beeldhouwer Jos Hullebroeck, de tuinbouwkundige Louis Benoît Van Houtte, minister Placide De Paepe, de krachtpatser John Massis en de directeur van het Gentse muziekconservatorium Adolphe Samuel begraven. Opvallend zijn ook de grafmonumenten van adellijke families die de 21 kastelen bewoonden die Gentbrugge na de Tweede Wereldoorlog nog telde. Daarvan resten er anno 2010 nog 7. Prinses Maria Borissovna Gagarine en haar echtgenoot Antoine Cardon de Lichtbuer hebben hier hun laatste rustplaats gevonden. Ze woonden in het Gentbrugse kasteel de Oude Kluis aan de Gentbruggekouter.

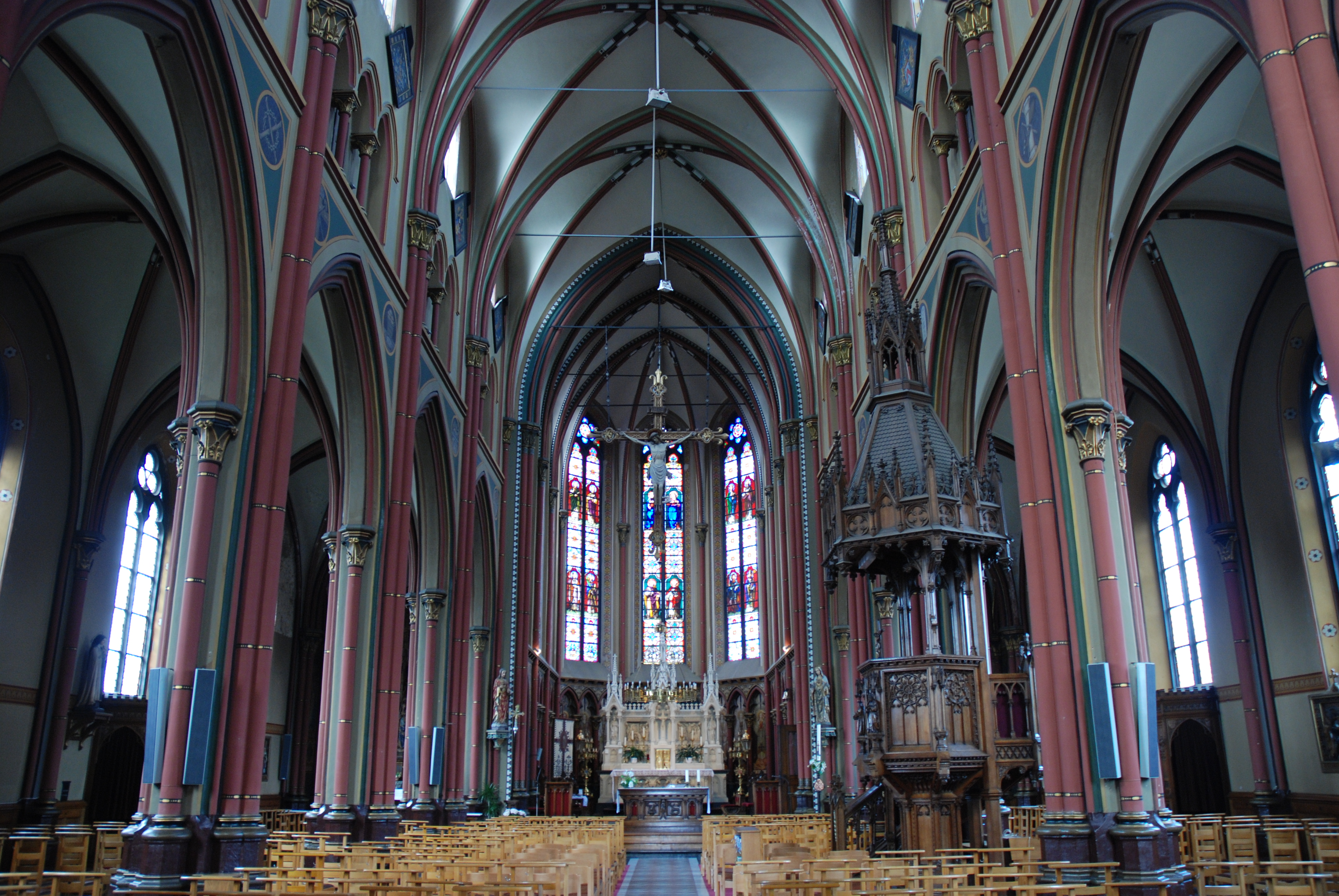
Het interieur van de kerk
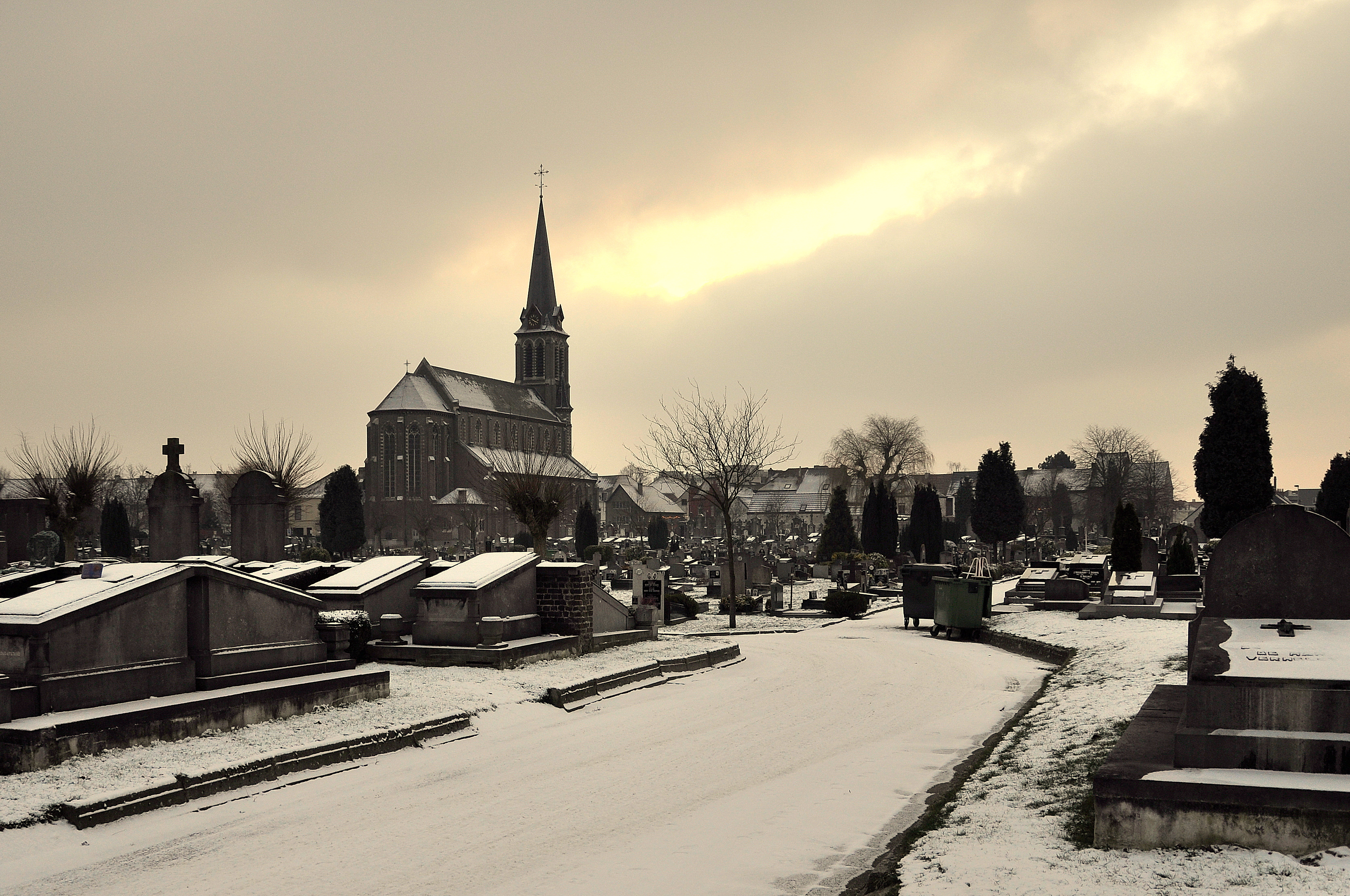
De kerk en een deel van het kerkhof
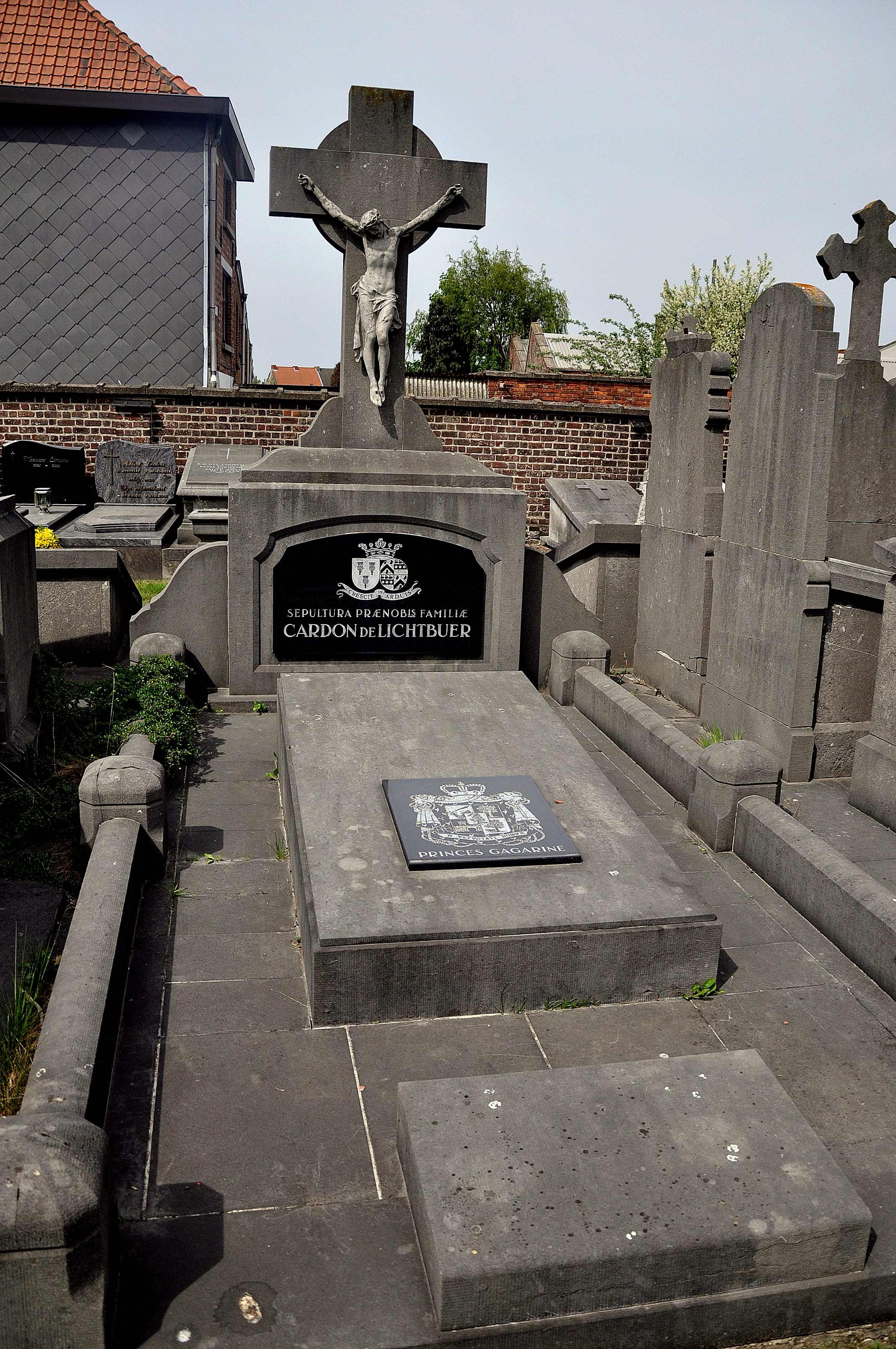
Grafsteen van Cardon de Lichtbuer en Gagarine